# ولادیمیر مورازوف (ورزشکار)
ولادیمیر مورازوف (روسی: Владимир Евгеньевич Морозов؛ زادهٔ ۱ نوامبر ۱۹۹۲) اسکیت‌باز نمایشی اهل روسیه است.